# Azuki Island
Azuki Island (von japanisch あずき島 Azuki-shima, deutsch ‚Adzukibohneninsel‘) ist eine kleine Insel vor der Küste des ostantarktischen Königin-Maud-Lands. Sie liegt 1,5 km westlich der Landspitze Rundvågshetta in der Lützow-Holm-Bucht.
Kartiert wurde die Insel anhand von Vermessungen und Luftaufnahmen einer von 1957 bis 1962 dauernden japanischen Antarktisexpedition, deren Teilnehmer auch die Benennung vornahmen. Das Advisory Committee on Antarctic Names übertrug diese Benennung 1968 ins Englische. In Norwegen heißt die Insel Bauna (übersetzt Bohne).